# 함안 덕연서원
함안 덕연서원(咸安 德淵書院)은 대한민국 경상남도 함안군 칠원면 용정리에 있는 조선시대 신재 주세붕의 업적을 기리기 위해 세운 서원이다.
1983년 7월 20일 경상남도의 문화재자료 제67호 덕연서원으로 지정되었다가, 2018년 12월 20일 현재의 명칭으로 변경되었다.

## 개요
신재 주세붕의 업적을 기리기 위해 세운 서원이다.
주세붕(1495∼1554)은 조선 전기 문신이며 학자이다. 주로 홍문관과 성균관 등 학문기관의 관직을 지냈으며, 지방관으로 있을 때에는 교학진흥을 통한 교화에 힘썼다.
덕연서원은 선조 24년(1591)에 '동림서원'으로 세웠으나, 현종 원년(1660)에 칠원현 남고에 '남고서원'으로 새로 세웠다. 숙종 2년(1676)에는 '덕연'이란 이름을 나라로부터 받아 사액서원이 되었다. 그 뒤 흥선대원군 서원철폐령으로 고종 5년(1868)에 폐쇄되었다가 1964년에 다시 세웠다.
서원 안에 있는 건물로는 강당, 존덕사, 덕연별사가 있다. 교육 공간인 강당은 앞면 5칸·옆면 2칸 규모로, 지붕은 옆면에서 볼 때 여덟 팔(八)자 모양인 화려한 팔작지붕이다. 존덕사는 앞면 3칸·옆면 2칸 규모이며, 지붕은 옆면에서 볼 때 사람 인(人)자 모양인 맞배지붕이다. 안쪽에는 주세붕의 위패를 모시고 있다.
존덕사 오른쪽에 위치한 덕연별사에는 삼칠선현(三漆先賢) 다섯 분의 위패를 모시고 있다. 서원에서는 해마다 3월에 제사를 지내고 있다.

## 같이 보기
- 주세붕

## 참고 문헌
- 함안 덕연서원 - 국가유산청 국가유산포털